# Bosco di Linera
Bosco di Linera este o arie protejată (arie specială de conservare — SAC, sit de importanță comunitară — SCI) din Italia întinsă pe o suprafață de 44 ha, integral pe uscat.

## Localizare
Centrul sitului Bosco di Linera este situat la coordonatele 37°39′06″N 15°08′58″E / 37.65163°N 15.149316°E.

## Înființare
Situl Bosco di Linera a fost declarat sit de importanță comunitară în septembrie 1995 pentru a proteja 1 specie de animale. Situl a fost protejat și ca arie specială de conservare în decembrie 2015.

## Biodiversitate
Situată în ecoregiunea mediteraneană, aria protejată conține 3 habitate naturale: Păduri de stejar alb estice, Grohotișuri termofile și vest-mediteraneene, Pseudostepă cu ierburi și specii anuale de Thero-Brachypodietea.
La baza desemnării sitului se află o specie protejată de  reptile: țestoasă bănățeană (Testudo hermanni)
Pe lângă speciile protejate, pe teritoriul sitului au mai fost identificate 8 specii de plante, 2 specii de păsări, 20 de specii de nevertebrate, 5 specii de reptile.